# 작은 음경 법칙
작은 음경 법칙(영어: small penis rule 스몰 페니스 룰[*])은 저자가 명예훼손 소송을 피하기 위해 사용하는 비공식 전략이다. 1998년 《뉴욕 타임즈》 기사에 다음과 같은 설명이 나와있다.
"허구적인 묘사가 소송을 유발하기 위해서는, 책을 읽는 사람이 두 인물을 연결시키는 데 아무 문제가 없을 정도로 정확해야 한다"라고 프리드먼은 말한다. 그에 따르면 명예훼손 변호사는 "작은 음경 법칙"이라는 것을 이용한다. 프리드먼은 작가가 명예훼손 소송으로부터 스스로를 보호할 수 있는 방법 중 하나는 등장인물이 작은 음경을 가지고 있다고 밝히는 것이라고 이야기한다. 그러면 어떤 남성도 앞에 나서서 "매우 작은 음경을 가진 그 등장인물이 바로 나야!"라고 말할 수 없게 된다.

작은 음경 법칙은 마이클 크롤리와 마이클 크라이턴 간의 2006년 분쟁에서 언급되었다. 크롤리는 자신이 크라이튼의 소설 《스테이트 오브 피어》에 대한 호의적이지 않은 비평을 쓴 뒤에 크라이턴이 소설 《넥스트》에서 "믹 크롤리"(Mick Crowley)라는 이름의 등장인물을 등장시켰다고 주장하였다. 소설에서 이 등장인물은 아동 강간범으로, 예일대를 졸업하고 워싱턴 D.C.를 연고로 하는 음경이 작은 기자이다.

## 같이 보기
- 명예훼손